# Hawaii Five-0
Hawaii Five-0 is een Amerikaanse misdaadreeks over een elite-politieteam op Hawaï, en is een remake van Hawaii Five-O die van 1968 tot 1980 werd uitgezonden.
De naam van de serie is afgeleid van de fameuze Ford Mustang 5.0 liter waarmee het team toen reed.
De eerste aflevering is in Amerika uitgezonden door CBS op 20 september 2010, dat was exact 42 jaar na de première van de originele reeks. 
Op 28 februari 2020 liet CBS weten dat het programma geen seizoen 11 meer kreeg. Op 3 april kwam de laatste aflevering uit in de VS.

## Synopsis
Luitenant ter Zee der 1e klasse Steve McGarrett vervoert met zijn SEAL-team de belangrijke gevangene Anton Hesse, maar dan krijgt hij een telefoontje van zijn vader die bedreigd wordt door Victor Hesse, die de vrijlating van zijn broer eist. Het team wordt dan zwaar aangevallen en Anton Hesse komt ter plaatse om het leven, waar Victor niet mee kan leven en schiet John McGarrett, Steve’s vader, dood. Steve gaat naar Hawaï om de begrafenis te regelen, maar heeft daar ook een ontmoeting met de gouverneur van Hawaï. Zij biedt hem volledige immuniteit en volledige inzet bij het opsporen van zijn vaders moordenaars. Steve bedankt daar eerst voor, maar na een aanvaring met Det. Danny Williams van H.P.D. besluit hij toch op het voorstel in te gaan, laat zich overplaatsen naar de vrijwillige eenheid en neemt de taak op zich om het team op te gaan zetten. Hij zoekt een oude vriend van zijn vader, een voormalig agent die werd beschuldigd van corruptie, Chin Ho Kelly op. Hij wil hem ook bij het team hebben, maar Chin voelt daar in eerste instantie weinig voor, aangezien hij de naam van corrupte agent heeft. Uiteindelijk besluit hij daarna om toch in zee te gaan met Steve. Het team krijgt dan langzaam zijn vorm en als het bij een zaak een vrouw undercover moet laten gaan, heeft Chin de perfecte kandidate; aankomend agente Kono Kalakaua. Zij is het nichtje van Chin, voormalig surfkampioene en binnenkort dus een agente van H.P.D. Steve wil haar er graag bij hebben en besluit al op de zaken vooruit te lopen door haar aan te nemen. Kono neemt de kans maar al te graag aan en zo heeft het team zich geformeerd. Het team wordt belast met zeer uiteenlopende zaken, maar de rode draad in de serie is toch de zoektocht naar de moordenaar van zijn vader. Al snel komt Steve erachter dat zijn moeder, waarvan hij dacht dat ze bij een auto-ongeluk om het leven was gekomen, is vermoord door een autobom die eigenlijk voor zijn vader bedoeld was. Zo komt hij langzaam maar zeker de onderwereld in van Hawaï en merkt al gauw dat de touwtjes in handen zijn van ene Wo Fat, de grootste criminele baas op Hawaï. Er gebeurt niets zonder dat hij ervan weet en Steve gaat op jacht naar bewijzen om Wo Fat achter de tralies te krijgen voor de moord op zijn ouders. John McGarrett was namelijk bezig om een zaak aan het licht te brengen van een aantal corrupte agenten, maar hij kon dit aan niemand vertellen. Zijn onderzoek was zo geheim dat hij het met puzzels en cryptogrammen verwoordde aan Steve, die de enige was die zijn puzzels kon oplossen.

## Rolverdeling
| Acteur/Actrice   | Personage                   | Seizoenen | Seizoenen | Seizoenen | Seizoenen      | Seizoenen      | Seizoenen      | Seizoenen | Seizoenen | Seizoenen | Seizoenen |
| Acteur/Actrice   | Personage                   | 1         | 2         | 3         | 4              | 5              | 6              | 7         | 8         | 9         | 10        |
| ---------------- | --------------------------- | --------- | --------- | --------- | -------------- | -------------- | -------------- | --------- | --------- | --------- | --------- |
| Alex O'Loughlin  | Steven J. "Steve" McGarrett | Hoofdrol  | Hoofdrol  | Hoofdrol  | Hoofdrol       | Hoofdrol       | Hoofdrol       | Hoofdrol  | Hoofdrol  | Hoofdrol  | Hoofdrol  |
| Scott Caan       | Danny Williams              | Hoofdrol  | Hoofdrol  | Hoofdrol  | Hoofdrol       | Hoofdrol       | Hoofdrol       | Hoofdrol  | Hoofdrol  | Hoofdrol  | Hoofdrol  |
| Daniel Dae Kim   | Chin Ho Kelly               | Hoofdrol  | Hoofdrol  | Hoofdrol  | Hoofdrol       | Hoofdrol       | Hoofdrol       | Hoofdrol  |           |           |           |
| Grace Park       | Kono Kalakaua               | Hoofdrol  | Hoofdrol  | Hoofdrol  | Hoofdrol       | Hoofdrol       | Hoofdrol       | Hoofdrol  |           |           |           |
| Masi Oka         | Dr. Max Bergman             | Bijrol    | Hoofdrol  | Hoofdrol  | Hoofdrol       | Hoofdrol       | Hoofdrol       | Hoofdrol  |           |           | Gastrol   |
| Lauren German    | Lori Weston                 |           | Gastrol   |           | Archiefbeelden | Archiefbeelden |                |           |           |           |           |
| Michelle Borth   | Catherine Rollins           | Bijrol    | Bijrol    | Hoofdrol  | Hoofdrol       | Gastrol        | Bijrol         |           |           |           | Gastrol   |
| Chi McBride      | Lou Grover                  |           |           |           | Bijrol         | Hoofdrol       | Hoofdrol       | Hoofdrol  | Hoofdrol  | Hoofdrol  | Hoofdrol  |
| Jorge Garcia     | Jerry Ortega                |           |           |           | Bijrol         | Hoofdrol       | Hoofdrol       | Hoofdrol  | Hoofdrol  | Hoofdrol  |           |
| Taryn Manning    | Mary Ann McGarrett          | Bijrol    | Gastrol   | Gastrol   | Gastrol        | Gastrol        | Archiefbeelden | Gastrol   |           |           | Gastrol   |
| Meaghan Rath     | Tani Ray                    |           |           |           |                |                |                |           | Hoofdrol  | Hoofdrol  | Hoofdrol  |
| Beulah Koale     | Junior Reigns               |           |           |           |                |                |                |           | Hoofdrol  | Hoofdrol  | Hoofdrol  |
| Taylor Wily      | Kamekona Tupuola            | Bijrol    | Bijrol    | Bijrol    | Bijrol         | Bijrol         | Bijrol         | Bijrol    | Hoofdrol  | Hoofdrol  | Hoofdrol  |
| Dennis Chun      | Duke Lukela                 | Bijrol    | Bijrol    | Bijrol    | Bijrol         | Bijrol         | Bijrol         | Bijrol    | Hoofdrol  | Hoofdrol  | Hoofdrol  |
| Kimee Balmilero  | Dr. Noelani Cunha           |           |           |           |                |                |                | Bijrol    | Hoofdrol  | Hoofdrol  | Hoofdrol  |
| Ian Anthony Dale | Adam Noshimuri              |           | Bijrol    | Bijrol    | Bijrol         | Bijrol         | Bijrol         | Bijrol    | Hoofdrol  | Hoofdrol  | Hoofdrol  |
| Katrina Law      | Quinn Liu                   |           |           |           |                |                |                |           |           |           | Hoofdrol  |

### Terugkerende rollen
- Teilor Grubbs als Grace Williams (seizoen 1–7, 9).
- William Sadler en Ryan Bittle als John McGarrett (seizoen 1–5, 8, 10).
- Mark Dacascos als Wo Fat (seizoen 1–5, 9, 10).
- Will Yun Lee als Sang Min Soo (seizoen 1–3, 5–7).
- Al Harrington als Mamo Kahike (seizoen 1–2, 4–7, 9).
- Claire van der Boom als Rachel Edwards/Hollander (seizoen 1–2, 5, 7–9).
- Brian Yang als HPD Forensisch Onderzoeker Charles "Charlie" Fong (seizoen 1–5).
- Kala Alexander als Kawika (seizoen 1–6)
- Reiko Aylesworth als Dr. Malia Waincroft (seizoen 1–4)
- Larisa Oleynik als CIA Agent Jenna Kaye (seizoen 1–2, 5).
- James Marsters als Victor Hesse (seizoen 1–2, 5).
- Jean Smart als Gouverneur Patricia "Pat" Jameson (seizoen 1).
- Kelly Hu als Laura Hills (seizoen 1).
- Terry O'Quinn als Luitenant Commandant Joe White (seizoen 2–5, 8–9).
- Autumn Reeser als Dr. Gabrielle "Gabby" Asano (seizoen 2–4).
- Richard T. Jones als Gouverneur Sam Denning (seizoen 2–4).
- William Baldwin als Frank Delano (seizoen 2–3).
- Tom Sizemore als Kapitein Vince Fryer (season 2).
- Shawn Mokuahi-Garnett als Shawn "Flippa" Tupuola (seizoen 3–10).
- Shawn Anthony Thomsen als Officier Pua Kai (seizoen 3–9).
- Duane "Dog" Chapman als zichzelf. (seizoen 3).
- Andrew Lawrence als Eric Russo (seizoen 3, 6–9).
- Christine Lahti als Doris McGarrett (seizoen 3, 7 and 10).
- Justin Bruening als Luitenant Commandant William "Billy" Harrington (seizoen 3–4).
- Daniel Henney als Michael Noshimuri (season 3).
- Michelle Hurd als Renee Grover (seizoen 4–6, 8–10).
- Paige Hurd als Samantha Grover (seizoen 4–6, 8).
- Lili Simmons als Amber Vitale / Melissa Armstrong (seizoen 4–7).
- Christopher Sean als Gabriel Waincroft (seizoen 4–6).
- Carol Burnett als Tante Debra "Deb" McGarrett (seizoen 4–6).
- Melanie Griffith als Clara Williams (seizoen 4–6).
- Joey Defore en Zach Sulzbach als Charlie Williams (seizoen 5–10).
- Kekoa Kekumano als Nahele Huikala (seizoen 5–9).
- Willie Garson als Gerard Hirsch (seizoen 5–10).
- Amanda Setton als Dr. Mindy Shaw (seizoen 5).
- Mirrah Foulkes als Ellie Clayton (seizoen 5).
- Chosen Jacobs als William "Will" Grover (seizoen 6–9).
- Michelle Krusiec als Michelle Shioma (seizoen 6–8).
- Julie Benz als Detective Abby Dunn (seizoen 6–7).
- Londyn Silzer als Sara Diaz (seizoen 6–7).
- Sarah Carter als Lynn Downey (seizoen 6–7).
- Ingo Rademacher als Robert Coughlin (seizoen 6–7).
- Claire Forlani als Alicia Brown (seizoen 7-8).
- Chris Vance als Commandant Harry Langford (seizoen 7–10).
- Kunal Sharma als Koa Rey (seizoen 8–9).
- Christine Ko als Jessie Nomura (seizoen 8).
- Rochelle Aytes als Agent Greer (seizoen 9).
- Larry Manetti als Nicky “The Kid” DeMarco (seizoen 3–6)
- Presilah Nunez als Dr. Okino (seizoen 10)
- Brittany Ishibashi als Tamiko Masuda (seizoen 9-10)
- Sonny Saito als Hajme Masuda (seizoen 9-10)

### Crossover karakters
- Daniela Ruah als Kensi Blye (seizoen 2)
- LL Cool J als Sam Hanna (seizoen 2)
- Chris O'Donnell als G. Callen (seizoen 2)
- Craig Robert Young als Dracul Comescu (seizoen 2)
- Jay Hernandez als Thomas Magnum (seizoen 10)
- Perdita Weeks als Juliet Higgins (seizoen 10)
- Zachary Knighton als Orville "Rick" Wright (seizoen 10)
- Stephen Hill als Theodore "TC" Calvin (seizoen 10)

## Cross-overs
Opmerking: De tabel hieronder laat alleen volledige cross-overs zien, losse gastrollen zitten er dus niet bij.
| Cross-over tussen | Cross-over tussen | Afleveringen                                                                                         | Type                  | Acteurs die meedoen in de cross-over | Datum uitgezonden               |
| Serie A | Serie B           | Afleveringen                                                                                         | Type                  | Acteurs die meedoen in de cross-over | Datum uitgezonden               |
| --- | ----------------- | --- | --------------------- | --- | ------------------------------- |
| Hawaii Five-0 | NCIS: Los Angeles | "Pa Make Loa" (Hawaii Five-0 2.21) "Touch of Death" (NCIS: Los Angeles 3.21)                         | Tweedelige cross-over | Verschijnen in Serie A: Chris O'Donnell, LL Cool J, Craig Robert Young Verschijnen in Serie B: Scott Caan, Daniel Dae Kim                            | 30 april 2012 - 1 mei 2012      |
| Agenten Sam Hanna en G. Callen van NCIS: Los Angeles worden ingeschakeld door Hawaii Five-0 om een verdachte, Dracul Comescu, te zoeken. Later moeten Callen en Sam weer terug naar Los Angeles om een mogelijke uitbraak van de pokken te stoppen waarbij Danny "Danno" Williams en Chin Ho Kelly meekomen om ze te helpen.                                                                     |                   | |                       | |                                 |
| MacGyver | Hawaii Five-0     | "Flashlight" (MacGyver 1.18)                                                                         | Enkele cross-over     | Verschijnen in Serie A: Daniel Dae Kim, Grace Park, Taylor Wily                                                                                      | 10 maart 2017                   |
| Het Phoenix Foundation team van MacGyver wordt naar Hawaii gestuurd nadat een aardbeving van de kust van Hawaii raakt. Terwijl ze Detective Chin Ho Kelly en Officier Kono Kalakaua van de Five-0 taskforce helpen, krijgen ze ook nog last van Chinese intellegentie soldaten die van de aarbeving gebruik maken door super geheime wapens te stelen die onderzoekers aan het ontwikkelen zijn. |                   | |                       | |                                 |
| Hawaii Five-0 | Magnum P.I.       | "Ihea 'oe i ka wa a ka ua e loku ana?" (Hawaii Five-0 10.12) "Desperate Measures" (Magnum P.I. 2.12) | Tweedelige cross-over | Verschijnen in Serie A: Jay Hernandez, Perdita Weeks, Zachary Knighton, Stephen Hill Verschijnen in Serie B: Beulah Koale, Meaghan Rath, Katrina Law | 3 januari 2020 - 3 januari 2020 |
| Wanneer de Five-0 taskforce een zaak van een gestolen lijst van undercover CIA agenten onderzoeken, komen ze Thomas Magnum en Juliet Higgins tegen die dezelfde zaak onderzoeken. Kort erna, wordt Junior Reigns gekidnapped als manier voor de criminelen om de lijst terug te krijgen, waarna Magnum's team Tani Rey en Quinn Liu helpen bij een geheime reddings missie.                      |                   | |                       | |                                 |

## Afleveringen
| Seizoen | Aantal afleveringen | VS                | VS                 | Nederland         | Nederland          |
| Seizoen | Aantal afleveringen | Eerste aflevering | Laatste aflevering | Eerste aflevering | Laatste aflevering |
| ------- | ------------------- | ----------------- | ------------------ | ----------------- | ------------------ |
| 1       | 24                  | 20 september 2010 | 16 mei 2011        | 2010              | 2011               |
| 2       | 23                  | 19 september 2011 | 14 mei 2012        | 2011              | 2012               |
| 3       | 24                  | 24 september 2012 | 20 mei 2013        | 2012              | 2013               |
| 4       | 22                  | 27 september 2013 | 9 mei 2014         | 2013              | 2014               |
| 5       | 25                  | 26 september 2014 | 8 mei 2015         | 2014              | 2015               |
| 6       | 25                  | 25 september 2015 | 13 mei 2016        | 8 november 2015   | 24 april 2016      |
| 7       | 25                  | 23 september 2016 | 12 mei 2017        | 2016              | 2017               |
| 8       | 25                  | 29 september 2017 | 18 mei 2018        | 19 november 2017  | 6 mei 2018         |
| 9       | 25                  | 28 september 2018 | 17 mei 2019        | 9 december 2018   | 26 mei 2019        |
| 10      | 22                  | 27 september 2019 | 3 april 2020       | 13 oktober 2019   | 8 maart 2020       |